# Pete Michels
Pete Michels est réalisateur d'épisodes pour le séries télévisées américaines, Les Griffin et Kid Notorious. Il a aussi travaillé pour Les Simpson, Les Razmoket et Rocko's Modern Life.

## Filmographie

### Réalisateur

#### Les Simpson
| Année | Titre                      | Titre original                | Saison | Épisode | Scénariste                         |
| ----- | -------------------------- | ----------------------------- | ------ | ------- | ---------------------------------- |
| 1997  | Les Frères ennemis         | Brother from Another Series   | 8      | 16      | Ken Keeler                         |
| 1997  | Le Papa flingueur          | The Cartridge Family          | 9      | 5       | John Swartzwelder                  |
| 1998  | Les Petits Sauvages        | Das Bus                       | 9      | 14      | David S. Cohen                     |
| 1998  | Le Bus fatal               | Lost Our Lisa                 | 9      | 24      | Brian Scully                       |
| 1998  | Homer fait son cinéma      | When You Dish Upon a Star     | 10     | 5       | Richard Appel                      |
| 1999  | Max Simpson                | Homer to the Max              | 10     | 13      | John Swartzwelder                  |
| 1999  | Les Gros Q.I.              | The Saved Lisa's Brain        | 10     | 22      | Matt Selman                        |
| 1999  | Simpson Horror Show X      | Treehouse of Horror X         | 11     | 4       | Donick Cary, Tim Long et Ron Hauge |
| 2002  | Flic de choc               | Poppa's Got a Brand New Badge | 13     | 22      | Dana Gould                         |
| 2003  | Les Muscles de Marge       | Strong Arms of the Ma         | 14     | 9       | Carolyn Omine                      |
| 2003  | Marge, chauffeur de maître | Brake My Wife, Please         | 14     | 20      | Tim Long                           |

#### Les Griffin
- 2001 : Haro sur le bidon
- 2001 : Glandeur et décadence
- 2002 : Le Corps sans os
- 2005 : La Maîtresse de l'intello
- 2005 : L'Incroyable Histoire de Stewie Griffin
- 2006 : Mort aux taches
- 2007 : Le Bal des délits blancs
- 2007 : Émigré ou de force
- 2008 : Tu seras un chien, mon fils
- 2009 : Le Job de rêve
- 2009 : La Nouvelle flamme de Brian
- 2009 : Peter vole l'entreprise de Carter
- 2010 : Le Père de Quagmire
- 2010 : Un rein pour deux
- 2011 : Liaisons amoureuses
- 2012 : Livin' on a Prayer

#### Autres
- 1992 : Les Razmoket (1 épisode)
- 1995 : Le Monde de Bobby (2 épisodes)
- 1996 : Félix le Chat (1 épisode)
- 2003 : Kid Notorious (7 épisodes)
- 2005 : Stewie Griffin: The Untold Story
- 2012 : Spyburbia (1 épisode)
- 2013-2015 : Rick et Morty (20 épisodes)
- 2016-2018 : Future-Worm! (20 épisodes)
- 2016-2019 : Hot Streets (21 épisodes)